# Jehan Peu
 (mai 2012).
Si vous disposez d'ouvrages ou d'articles de référence ou si vous connaissez des sites web de qualité traitant du thème abordé ici, merci de compléter l'article en donnant les références utiles à sa vérifiabilité et en les liant à la section « Notes et références ».

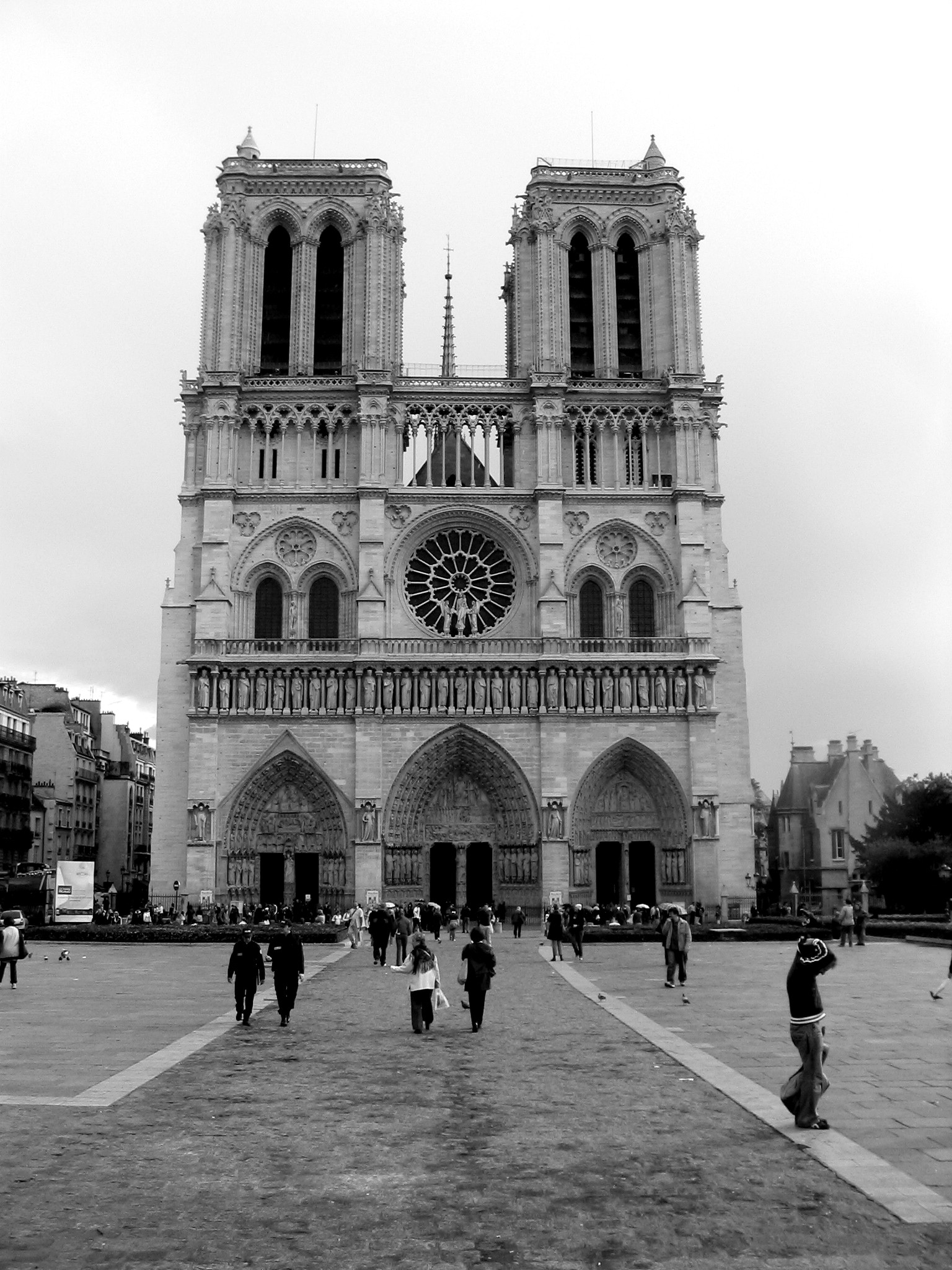
Cathédrale Notre-Dame de Paris

Jehan Peu fut organiste de la Cathédrale Notre-Dame de Paris.